# Giovanni Spadolini
Giovanni Spadolini (Florencia, 21 de junio de 1925-Roma, 4 de agosto de 1994) fue un político liberal italiano, miembro del Partido Republicano Italiano.
Se desempeñó como el presidente del Consejo de Ministros de Italia (el primero en la historia republicana en no pertenecer a la Democracia Cristiana) entre 1981 y 1982, y como el presidente del Senado Italiano entre 1987 y 1994.

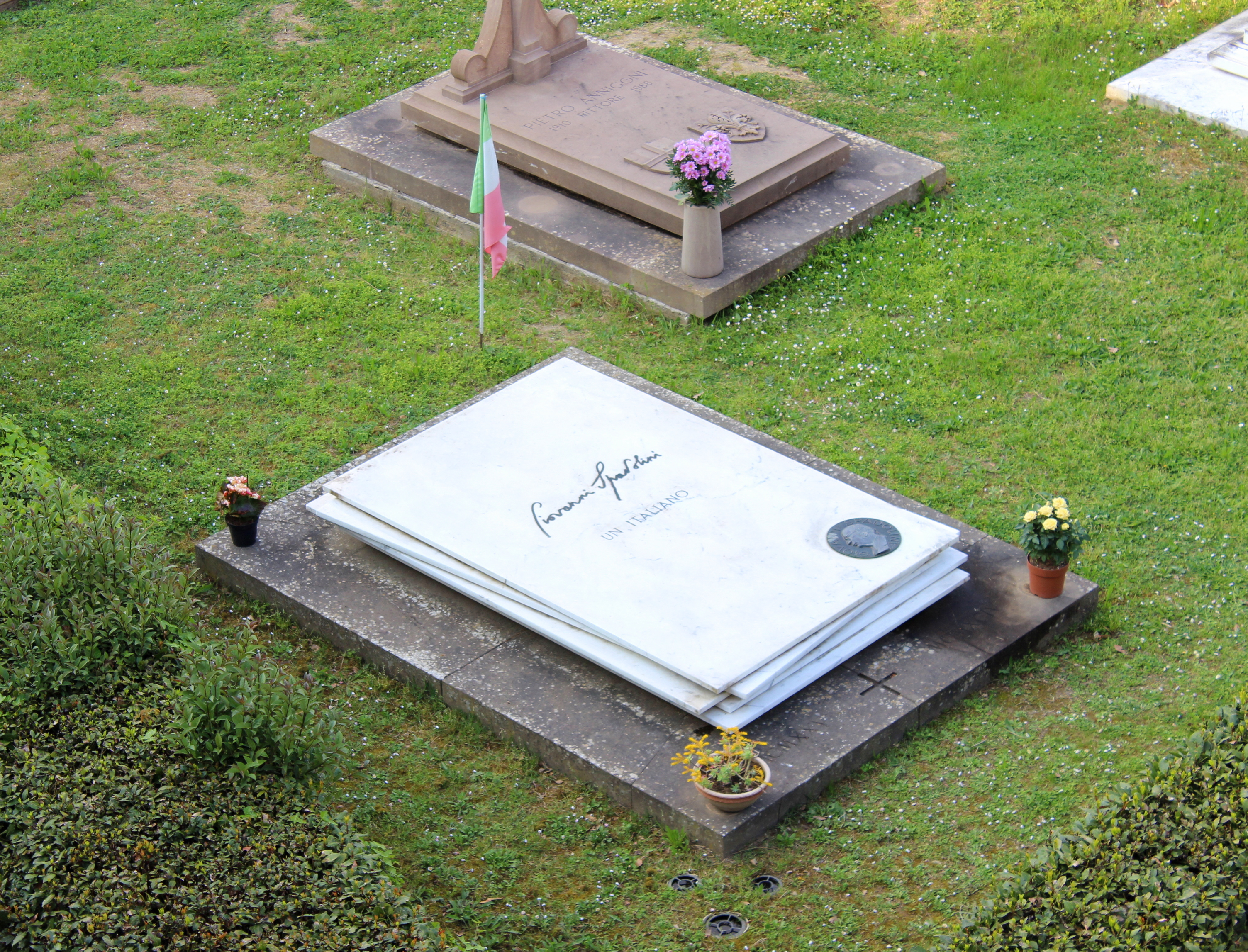
Tumba de Giovanni Spadolini en el Cementerio de la Puerta Santa de Florencia.